# Mistea
Mistea ou Misthia, também conhecida como Claudiocaesarea e Klaudiokaisareia, era uma cidade da antiga Licaônia, habitada nos tempos helenístico, romano e bizantino .  Misthia era a residência de um arcebispo; não mais residencial, continua sendo uma sede titular da Igreja Católica Romana .
Seu sítio está localizado perto de Beyşehir, na Turquia asiática .